# Bobby Abrams
Robert E. Abrams Jr. (más conocido como Bobby Abrams, Detroit, 12 de abril de 1967) es un exjugador estadounidense de fútbol americano que ocupaba la posición de linebacker en la Liga Nacional de Fútbol —en inglés: National Football League—. Además, jugó fútbol americano universitario en la Universidad de Míchigan, siendo reclutado por los New York Giants en 1990 sin pasar por un Draft de la NFL, donde jugó por dos años; posteriormente militó en los Cleveland Browns (1992), New York Giants (1992), Dallas Cowboys (1992-1993), Minnesota Vikings (1993-1994) y New England Patriots (1995).

## Estadísticas en temporada regular
|      |      |        |     |     |    |    |    | Intercepciones defensivas | Intercepciones defensivas | Intercepciones defensivas | Intercepciones defensivas | Intercepciones defensivas | Fumbles | Fumbles | Fumbles | Fumbles | Fumbles | Tackle | Tackle |      |          |
| Año  | Edad | Equipo | Pos | N.º | G  | GS | Sk | Int                       | Yds                       | TD                        | Lng                       | PD                        | FF      | Fmb     | FR      | Yds     | TD      | Tkl    | Ast    | Sfty | Promedio |
| ---- | ---- | ------ | --- | --- | -- | -- | -- | ------------------------- | ------------------------- | ------------------------- | ------------------------- | ------------------------- | ------- | ------- | ------- | ------- | ------- | ------ | ------ | ---- | -------- |
| 1990 | 23   | NYG    |     | 51  | 16 | 0  |    |                           |                           |                           |                           |                           |         |         |         |         |         | 13     | 0      |      | 1        |
| 1991 | 24   | NYG    | lb  | 51  | 16 | 2  |    |                           |                           |                           |                           |                           | 1       | 0       | 0       | 0       | 0       | 20     | 0      |      | 2        |
| 1992 | 25   | 3TM    |     |     | 8  | 0  |    |                           |                           |                           |                           |                           |         |         |         |         |         |        |        |      | 0        |
| 1992 | 25   | CLE    |     | 56  | 3  | 0  |    |                           |                           |                           |                           |                           |         |         |         |         |         |        |        |      | 0        |
| 1992 | 25   | DAL    |     | 50  | 4  | 0  |    |                           |                           |                           |                           |                           |         |         |         |         |         |        |        |      | 0        |
| 1992 | 25   | NYG    |     | 51  | 1  | 0  |    |                           |                           |                           |                           |                           |         |         |         |         |         |        |        |      | 0        |
| 1993 | 26   | 2TM    |     |     | 9  | 0  |    |                           |                           |                           |                           |                           |         |         |         |         |         | 2      | 0      |      | 0        |
| 1993 | 26   | DAL    |     | 50  | 5  | 0  |    |                           |                           |                           |                           |                           |         |         |         |         |         |        |        |      | 0        |
| 1993 | 26   | MIN    |     | 50  | 4  | 0  |    |                           |                           |                           |                           |                           |         |         |         |         |         | 2      | 0      |      | 0        |
| 1994 | 27   | MIN    |     | 50  | 16 | 0  |    |                           |                           |                           |                           |                           |         |         |         |         |         | 1      | 0      |      | 1        |
| 1995 | 28   | NWE    | lb  | 50  | 9  | 1  |    |                           |                           |                           |                           |                           |         |         |         |         |         | 2      | 0      |      | 1        |